# Manuel Jesús Cano Martín
Manuel Jesús Cano Martín (Hospitalet de Llobregat, España, 26 de agosto de 1975), más conocido como Manolo Cano, es un entrenador de fútbol español. Actualmente dirige al Atlético de Madrid Femenino de la Liga F.

## Trayectoria
Nacido en Hospitalet de Llobregat, Barcelona, Cataluña, Cano se unió a Getafe CF como asistente en 1998 procedente del Don Bosco CF. En el 2000, fue entrenador interino durante tres partidos, pero posteriormente regresó a su rol anterior después de la llegada al Getafe CF de Gonzalo Hurtado.
El 19 de enero de 2003, Cano fue despedido junto a Felines y posteriormente ambos también trabajarían juntos en el CD Badajoz. En 2004, comenzó a entrenar, siendo nombrado en EF Valdemoro, AD Parla y CD Colonia Ofigevi, logrando un ascenso a Tercera División con esta última.
En el verano de 2006, Cano fue nombrado entrenador del AD Alcorcón B. En junio de 2008, después de haber sido entrenador interino durante un partido, fue nombrado asistente de Juan Antonio Anquela en el primer equipo. Continuó trabajando con Anquela en los años siguientes, en los equipos de Granada CF y CD Numancia.
El 3 de julio de 2015, Cano rescindió su contrato con los Rojillos y fue nombrado inmediatamente al mando del CD Guadalajara, pero tras los malos resultados fue despedido el 13 de diciembre de 2015.
El 29 de junio de 2016, fue nombrado entrenador del equipo Juvenil A del Atlético de Madrid con el que hizo historia en la temporada 2017-18,  en la que con el Atlético Juvenil División Honor fue campeón de Liga, de Copa de Campeones y de Copa del Rey, ganador del Triplete.
En verano de 2018, se convierte en entrenador de la Unión Deportiva San Sebastián de los Reyes de la Segunda División B.
El 12 de noviembre de 2020, se convierte en nuevo entrenador de Las Rozas Club de Fútbol de la Segunda División B, sustituyendo al destituido Iván Helguera. 
El 19 de abril de 2021, es destituido debido a los malos resultados cosechados y es sustituido por Carlos Pérez Salvachúa.
El 27 de junio de 2022, firma por el Club de Fútbol Villanovense de la Segunda Federación.
El 12 de diciembre de 2022, fichó por el Atlético de Madrid Femenino de la Liga F hasta final de temporada.

## Clubes
| Club                                       | País   | Año       |
| ------------------------------------------ | ------ | --------- |
| Getafe (segundo entrenador)                | España | 1998-2003 |
| Getafe                                     | España | 2000      |
| Badajoz (segundo entrenador)               | España | 2003-2004 |
| EF Valdemoro                               | España | 2004-2005 |
| Parla                                      | España | 2005      |
| Colonia Ofigevi                            | España | 2005-2006 |
| Alcorcón B                                 | España | 2006-2008 |
| Alcorcón                                   | España | 2008      |
| Alcorcón (segundo entrenador)              | España | 2008-2012 |
| Granada CF (segundo entrenador)            | España | 2012-2013 |
| CD Numancia (segundo entrenador)           | España | 2013-2014 |
| Guadalajara                                | España | 2015      |
| Atlético Madrid (Juvenil)                  | España | 2016-2018 |
| Unión Deportiva San Sebastián de los Reyes | España | 2018-2020 |
| Las Rozas Club de Fútbol                   | España | 2020-2021 |
| Club de Fútbol Villanovense                | España | 2022      |
| Atlético de Madrid Femenino                | España | 2022-     |